# HOSHIMARUアッ!
『HOSHIMARUアッ!』（ほしまるアッ）は、1984年5月21日に発売されたTPOのシングルである。

## 解説
1985年に開催された国際科学技術博覧会の公式テーマ曲。同博覧会のマスコット「コスモ星丸」をモチーフにしている。曲中で星丸が話している言葉は「星丸語」と呼ばれる架空の言語で、制作したのは作詞を担当した阿久悠。声は作曲担当の安西史孝がコンピューター合成したものである。
ボーカルを担当したのは当時劇団ひまわりに所属していた池田智子。女優の中嶋朋子も候補の一人にあげられていた。
通常盤と博覧会会場で販売する会場盤の2種類があり、会場盤はB面が「HOSHIMARU音頭」から科学万博をイメージした曲「科学万博 - つくば'85イメージサウンド WELCOME TO TSUKUBA」に差し替えられている。

## 収録曲
（全作詞：阿久悠、作曲・編曲：安西史孝、歌：池田智子）
1. HOSHIMARUアッ!
2. HOSHIMARU音頭

- 会場版B面

1. 科学万博 - つくば'85イメージサウンド WELCOME TO TSUKUBA
作曲：後藤次利[3]